# Zale plenipennis
Zale plenipennis är en fjärilsart som beskrevs av Walker 1857. Zale plenipennis ingår i släktet Zale och familjen nattflyn. Inga underarter finns listade i Catalogue of Life.